# Empirische Literaturwissenschaft
Unter dem Begriff Empirische Literaturwissenschaft wird nach ihrem Begründer Siegfried J. Schmidt eine Literaturwissenschaft verstanden, die folgende Ziele verfolgt: 
1. Ihre Theoriestruktur soll explizit sein („Theoretizität“).
2. Die Aussagen der Theorie sollen empirisch überprüfbar sein und sich auf den gesellschaftlichen Handlungsbereich Literatur beziehen („Empirizität“).
3. Die Theorie soll durch Anwendbarkeit gesellschaftliche Relevanz erhalten („Relevanz“, „Applikabilität“).

## Gegenstand der Empirischen Literaturwissenschaft
Die traditionelle, hermeneutisch orientierte Literaturwissenschaft sieht als ihre Hauptaufgabe die Beschäftigung mit „literarischen Texten“ an, besonders die Interpretation solcher Texte. Die Vertreter der Empirischen Literaturwissenschaft kritisieren diese Beschränkung als willkürlich und halten der traditionellen Literaturwissenschaft vor, dass der überwiegende Teil ihrer Forschungsresultate kein Wissen enthalte, das über den unmittelbaren Zweck der Forschung (Prüfung, Qualifikation, Berufung usw.) hinaus in anderen wissenschaftlichen Disziplinen oder gar außerhalb der Literaturwissenschaft verwendbar wäre oder zur Lösung gesellschaftlicher Probleme taugen könnte.
Damit die Literaturwissenschaft sich zu einer Normalwissenschaft im Sinne von Thomas S. Kuhn entwickeln könne, müssen nach Auffassung der Vertreter der Empirischen Literaturwissenschaft nicht nur ihre Voraussetzungen, sondern auch ihr Gegenstand neu bestimmt werden. Das Erkenntnisinteresse der Empirischen Literaturwissenschaft gilt daher weniger den „literarischen Kunstwerken“ als vielmehr den menschlichen Handlungen, die mit literarischen Phänomenen im weitesten Sinne zu tun haben, wie z. B. der Produktion, der Vermittlung, der Rezeption und der Verarbeitung von Literatur.